# پسران تاریخ
پسران تاریخ (انگلیسی: The History Boys) یک نمایشنامه کمدی درام از نمایشنامه‌نویس بریتانیایی آلن بنت است. نخستین اجرای این نمایش در ۱۸ مه ۲۰۰۴ در تئاتر ملی سلطنتی در وست اند لندن روی صحنه رفت. نخستین اجرای برادوی آن در ۲۳ آوریل ۲۰۰۶ در تئاتر برودهرست بود که طی آن ۱۸۵ اجرا انجام شد و در ۱ اکتبر ۲۰۰۶ به پایان رسید. این نمایش جوایز متعددی دریافت کرد که از جمله می‌توان به جایزه لارنس الیویه برای بهترین نمایشنامه جدید (۲۰۰۵) و جایزه تونی برای بهترین نمایشنامه (۲۰۰۶) اشاره کرد.

## داستان
نمایش در مدرسهٔ دستور زبان کاتلرز در شفیلد، یک مدرسهٔ پسرانهٔ خیالی در شمال انگلستان، آغاز می‌شود. وقایع نمایش در میانه و اواخر دههٔ ۱۹۸۰ جریان دارد و گروهی از دانش آموزان تاریخ را دنبال می‌کند که برای آزمون ورودی دانشگاه‌های آکسفورد و کمبریج آماده می‌شوند. آن‌ها زیر نظر سه معلم (هکتور، ایروین و لینتات) با سبک‌های متفاوت تدریس، آموزش می‌بینند.
هکتور، معلمی عجیب غریب، به یادگیری صرفِ دانش علاقه‌مند است، اما مدیر بلندپرواز مدرسه می‌خواهد جایگاه مدرسه در جدول علمی ارتقا یابد. او برای این منظور ایروین، یک معلم موقت را استخدام می‌کند تا شیوه‌ای واقع‌گرایانه‌تر، بدبینانه‌تر و بی‌رحمانه‌تر در آموزش وارد کند. در ادامه، مشخص می‌شود که هکتور به‌طور نامناسبی با یکی از دانش آموزان تماس جنسی برقرار کرده و بعدها نیز گرایش‌های همجنس‌گرایانهٔ پنهان ایروین آشکار می‌شود.
شخصیت هکتور بر اساس زندگی فرانک مک‌اچران (۱۹۰۰–۱۹۷۵)، معلم و نویسندهٔ بریتانیایی، خلق شده است.

## برای مطالعهٔ بیشتر
- Robinson, Maren (2009). The History Boys Study Guide (PDF). TimeLine Theatre.
- Billington, Michael (19 May 2004). "Review: The History Boys". The Guardian. Retrieved 29 June 2008.
- Bennett, Alan; Hytner, Nicholas (21 June 2004). "The truth behind the History Boys". The Telegraph. Retrieved 4 September 2019.
- Bennett, Alan (2004). The History Boys. London: Faber and Faber. ISBN 0-571-22464-4.
- Bennett, Alan; Hytner, Nicholas (2006). The History Boys: The Film. London: Faber and Faber. ISBN 0-571-23173-X.